# Methanothermus fervidus
A Methanothermus fervidus egy extrém termofil, metanogén archaea faj. Az archeák – ősbaktériumok – egysejtű, sejtmag nélküli prokarióta szervezetek. Pálcika alakú. A sejtfala pszeudomureinből áll, a külső membránja fehérjéből. Mindkettő 12 nm vastag.